# Gentse Studentenwerkgroep Homofilie
De Gentse Studentenwerkgroep Homofilie (GeSWH) werd opgericht in 1969 in Gent en speelde een cruciale rol in de seksuele emancipatiebeweging in Vlaanderen. Als een van de vroege homo-organisaties richtte GeSWH zich op het bevorderen van een open verhouding tussen homoseksuelen en heteroseksuelen door middel van diverse acties en evenementen. De groep was een pionier in het debat rond seksuele emancipatie en droeg bij aan de acceptatie en integratie van homoseksuelen in de maatschappij.
De werkgroep werd geïnspireerd door vergelijkbare studentenwerkgroepen homoseksualiteit in Nederland, evenals door de oprichting van de Leuvense Studentenwerkgroep Homofilie. In tegenstelling tot wat de naam suggereerde, bleef de werking van de GeSWH echter nooit beperkt tot het studentenmilieu en speelde een belangrijke rol in de homo- en lesbiennebeweging in Gent gedurende de jaren '70 van de twintigste eeuw.

## Oprichting
Op 13 november 1969, middenin een periode van studentenprotesten en sociale bewegingen, organiseerden Bob Carlier en Jos Van Ussel een druk bijgewoonde teach-in over homofilie in een auditorium op de Blandijn, officieel ingericht door het Politiek & Filosofisch Konvent van deRijksuniversiteit Gent. Eén van de sprekers was Steven De Batselier, psycholoog en criminoloog die later een sleutelfiguur zou worden in de acceptatie en emancipatie van holebi's in België. Het doel van de teach-in was om homofilie te bespreken als een maatschappelijk probleem dat een maatschappelijke oplossing vereiste. De oprichting van een werkgroep werd voorgesteld als mogelijk onderdeel hiervan. Tijdens de teach-in werden ook namen verzameld van alle geïnteresseerden die wilden deelnemen hieraan. 
Op 27 november 1969 vond de eerste vergadering plaats in het studentenrestaurant De Brug, waar de groep vervolgens officieel werd opgericht. De Gentse groep sloot zich meteen aan bij de Nederlandse Federatie van Studentenwerkgroepen Homofilie, net als het LSWH in Leuven. De afkorting GeSWH werd gekozen om verwarring met de Groningse SWH te vermijden. En terwijl met het in Nederland toen al had over homoseksualiteit, waren de groepen in Leuven en Gent vooralsnog over homofilie.

## Activiteiten
De eerste activiteiten van de GeSWH in de vroege jaren '70 omvatten informatieve gespreksavonden en debatten, waar wetenschappers en activisten spraken over homoseksualiteit en seksuele emancipatie. Deze evenementen trokken veel belangstelling van zowel studenten als het bredere publiek.
Al snel zou de groep ook meer zichtbare acties ondernemen om te strijden voor integratie via confrontatie. Het was één van de eerste homogroepen in Vlaanderen die zo actiegericht was en speelde op dat vlak een voortrekkersrol. Ze organiseerden van dansavonden, teach-ins, openbare zoenacties en door pamfletten uit te delen op drukbezochte plaatsen, zoals bij universitaire restaurants, middelbare scholen, de Veldstraat en tijdens evenementen zoals de 1-meistoet.
Na de arrestatie van de Naamse dr. Peers op beschuldiging van het uitvoeren van abortus, vond op 24 maart 1973 een nationale abortusbetoging plaats. De GeSWH nam deel, samen met de Rode Hond (Gent), Mouvement Homosexual d'Action Révolutionaire (Luik en Brussel) en het Gespreks- en Onthaalcentrum (Antwerpen). Een veertigtal personen stapten achter het spandoek 'De homo's van de I.H.R. eisen zelfbeschikkingsrecht voor elke vrouw’. (I.H.R. = Internationale Homosexuelle Révolutionaire). Dit moment staat bekend als - wellicht - de eerste keer in België dat homo's en lesbiennes zichtbaar op straat kwamen.

## Universitaire en stedelijke tegenkanting
GeSWH kreeg te maken met tegenstand van het universiteitsbestuur en de lokale overheid. In 1973 haalde rector Daniël Vandepitte in een interview met Het Volk zwaar uit naar de werkgroep. Vooral de acties aan middelbare scholen ontlokten zijn kritiek. Hij was van mening dat studies, teach-ins en vergaderingen oké waren, maar keurde andere acties af. De werkgroep reageerde met een publicatie waarin ze de uitspraken van de rector bekritiseerden. Dat weerhield de rector niet om later dat jaar een pamflet van GeSWH te verbieden zonder het gelezen te hebben. Ook burgemeester Geeraard Van Den Daele verzette zich, als lid van de Raad van Beheer, tegen de subsidiëring van de werkgroep.
Desalniettemin kreeg GeSWH veel steun van studenten, professoren en personeel. Ook het Gentse studentenblad RUG-nummer verdedigt hen met de publicatie van een speciale editie van het blad, volledig gewijd aan het thema homofilie onder de titel 'De val van de Westerse beschaving'. Een rode draad doorheen het nummer is het pleit voor het homohuwelijk als voorwaarde voor de integratie en acceptatie van homofielen.

## Ideologie
Tijdens de jaren '70 kreeg de GeSWH te maken met interne spanningen en uitdagingen. Verschillende leden hadden uiteenlopende visies op de strategie en doelen van de werkgroep. Zo stond de groep open voor zowel holebi's als hetero's met als doel het bevorderen van een open houding tussen beide, terwijl radicalere leden eerder voorstander waren van gesloten groepen. Ook beroepte de GeSWH zich sneller en vaker dan radicale groepen op wetenschappelijk onderzoek naar homoseksualiteit, waarbij ze zich meer dan eens mengden in het academische debat. 
Als gevolg van deze meningsverschillen splitste een factie zich in 1973 af om De Rode Hond te vormen, onder leiding van Dirk Cantillon. Deze groep omschreef zichzelf als 'militant, radicaal en politiek-geëngageerd' en nam een meer revolutionaire houding aan waarbij ze de bestaande maatschappelijke normen en seksuele moraal openlijk uitdaagden. De Rode Hond bleef maar kort actief, maar de leden ervan zouden later samen De Rooie Vlinder oprichten.
In december 1975 werd de GeSWH één van de eerste tien leden van het Vlaams samenwerkingsverband Infoma, later bekend als Federatie Werkgroepen Homofilie (nu: çavaria).
In 1977 probeerde GeSWH nieuwe impulsen te vinden door samen te werken met de lesbiennegroep Sappho. Samen richtten ze de vzw Gespreks- en Ontmoetingscentrum (GOC) Gent op, al trok Sappho zich snel terug uit het initiatief ten gunste van het Gentse Vrouwenhuis. Rond dezelfde tijd verhuisde de groep naar een nieuw centrum in de Ekkergemstraat.
Onder invloed van de radicaal-linkse groep De Rooie Vlinder en het Franse Front Homosexuel d'Action Révolutionnaire (FHAR) maakte het GOC Gent een periode van radicalisering door. Dit leidde tot spanningen binnen de eigen organisatie en met andere homobewegingen, in het bijzonder met de Federatie Werkgroepen Homofilie. Het GOC verweet de Federatie dat het te braaf was, dat oudere figuren er te veel macht hadden en was van mening dat de onthaalwerking voorbijgestreefd was en afgeschaft moest worden. Uiteindelijk zou het GOC in 1982 uit de Federatie stappen. In datzelfde jaar kreeg de organisatie te maken met gewelddadige invallen door buitenstaanders wat zou resulteren in de sluiting van het lokaal in 1982.

## Eindjaren
Na de sluiting van hun centrum bleef een kleine kerngroep actief via het tijdschrift 'Het Gentse Achterwerk', door het organiseren van evenementen zoals de 'Roze Nacht'-fuiven in het Kunstencentrum Vooruit en door info-permanenties te houden in het Centrum voor Seksuele Voorlichting. Eind jaren '80 namen nieuwe groepen zoals Homo & Geloof, Verkeerd Geparkeerd en Het Gehoor het stokje over.
In 1990 werd de vzw ontbonden. Toch bleef de groepsleden een belangrijke rol spelen in de Vlaamse homo- en lesbiennebeweging. De voorzitter, Ruud Van Den Bussche, speelde o.a. een sleutelrol in deze heropleving en de nieuwe start van de Federatie Werkgroepen Homofilie.
Anna Blamanhuis ·
Apollo ·
Çavaria ·
De Kringen ·
Delftse Werkgroep Homoseksualiteit ·
DITO! ·
Equality for Gays And Lesbians In The European institutions ·
European Pride Organisers Association ·
Federatie Studenten Werkgroepen Homoseksualiteit ·
FemFusion ·
Gay & Lesbian Switchboard ·
Gay and Lesbian Kingdom of the Coral Sea Islands ·
Gay Business Amsterdam ·
GLAAD ·
Het Roze Huis ·
Hirschfeld-Eddy Stichting ·
Homo LesBische Federatie Nederland ·
Homoconsumentenbond ·
Homogroep Wageningen ·
Human Rights Campaign ·
IGLHRC ·
IHLIA LGBTI Heritage ·
ILGA ·
ILGA-Europe ·
International Gay and Lesbian Human Rights Commission ·
Lesben- und Schwulenverband in Deutschland ·
LGB Alliance ·
Lhbt-studentenvereniging ·
Metropolitaanse Gemeenschapskerk ·
Mikpunt ·
Nederlandsch Wetenschappelijk Humanitair Komitee ·
Nederlandse Vereniging tot Integratie van Homoseksualiteit COC ·
Stichting OUT! ·
OutFront Minnesota ·
ProGay ·
Radical faeries ·
Regenbooghuis Brussel ·
Roze Actiefront ·
Roze Front ·
Roze Leeuwen ·
Roze Zaterdag ·
RozeLinks ·
Schorer ·
Stichting PANN ·
Trainbow Belgium ·
Transgender Netwerk Nederland ·
Verkeerd Geparkeerd ·
Wel Jong ·
Wissenschaftlich-humanitäre Komitee

 Portaal LHBT